# Linnea Torstenson
Linnea Torstenson (n. 30 martie 1983, Eskilstuna, Södermanlands län, Suedia) este o fostă handbalistă suedeză care a jucat pentru clubul românesc CSM București și echipa națională a Suediei pe postul de intermediar stânga. Ea a participat la Jocurile Olimpice din 2008, de la Beijing, unde Suedia s-a clasat a opta, iar Torstenson a terminat printre primele 10 marcatoare. De asemenea, handbalista suedeză a luat parte și la Jocurile Olimpice din 2012, de la Londra.
Până în mai 2017, handbalista a jucat pentru clubul românesc CSM București, unde s-a transferat în vara anului 2014. Din vara anului 2017, Torstenson a jucat la echipa franceză OGC Nice Côte d'Azur Handball, iar pe 1 martie 2019 s-a făcut public faptul că handbalista va juca din nou pentru CSM București, începând din vara anului 2019. La sfârșitul sezonului 2019–2020, Torstenson s-a retras din activitate. 

## Palmares
- Liga Campionilor EHF:
  -  Câștigătoare: 2016
  - Medalie de bronz: 2017

- Cupa EHF:
  -  Câștigătoare: 2011, 2016

- Campionatul European:
  -  Medalie de argint: 2010

- Liga Națională:
  - Câștigătoare: 2015, 2016, 2017

- Cupa României:
  -  Câștigătoare: 2016, 2017
  - Finalistă: 2015

## Premii
- Cea mai bună jucătoare de la Campionatul European: 2010
- Cetățean de onoare al Bucureștiului: 2016[6][7]